# اچ‌ام‌اس کاترهام (۱۹۱۹)
اچ‌ام‌اس کاترهام (۱۹۱۹) (به انگلیسی: HMS Caterham (1919)) یک کشتی بود که طول آن ۲۳۱ فوت (۷۰ متر) بود. این کشتی در سال ۱۹۱۹ ساخته شد.